# Baudouin Ribakare
Baudouin Ribakare – burundyjski trener piłkarski.

## Kariera trenerska
Od 1992 do 2000 roku trenował narodową reprezentację Burundi. Latem 2000 roku został mianowany na nowego trenera TSV Oberhaunstadt. W latach 2003–2004 ponownie prowadził reprezentację Burundi.